# غوستافو رودريغيز
غوستافو رودريغيز (بالإسبانية: Gustavo Rodríguez)‏ هو كاتب بيروفي، ولد في 1968 في ليما في بيرو.